# 神無ノ鳥
『神無ノ鳥』（かんなぎのとり）は、すたじおみりす TeamL⇔R制作著作のマルチエンディング形式のボーイズラブゲームである。ショタゲーにも属する。人間の生死を扱った、独特の宗教観とも言うべき世界観が全編を支配する特徴的な作品であり、いずれのルートを辿ってもメインキャラクターの誰かが必ず死ぬことになる。amazon.co.jpも含めて、本作はしばしば「神無ノ島」と誤植されるが、これは誤りである。

## 「神無ノ鳥」について
本作は、特有の用語や世界観を持つ。
「神無ノ鳥」とは、本作における死神の呼称である。神無ノ鳥は、いわゆる霊界にあたる「神無山（かんなぎさん）」に住まい、人間から見ると特異な衣装を纏う少年の姿をしている。しかし、彼らの姿を人間が認識できるのは死が迫ったときなど、ごく一部に限られる。少年の姿とは言っても、神無ノ鳥はその役割を終えたと認められるまでの極めて長い間存在、すなわち人間の概念でいうところの「生存」をする。個々の神無ノ鳥が、その役割を終えるべきかどうかを判断するのは、常闇の間（とこやみのま）にいる「あの方（あのかた）」と呼ばれる存在であり、これは神無ノ鳥たちを取り締まる地位にある。
「神無山」は石を積み重ねて造った複数のフロアから成る迷路のような構造を持ち、無数の部屋が存在している。この一つひとつの部屋が、基本的には個々の神無ノ鳥たちの住処となっており、常闇の間もこれらの部屋のひとつになる。常闇の間と、その主である「あの方」は人間の魂を浄化し、輪廻転生を司る。
神無ノ鳥はその名の通り、個々が鳥の名前を持つ。また、本作では人間の魂も鳥の姿をしているとされる。人の魂は、通常は白い羽根をしているが、死が近付くにつれ赤くなってゆく。羽根が真紅に染まったとき、その人間は死亡し、神無ノ鳥によって肉体から取り出され、「あの方」の待つ常闇の間へと連れていかれることとなる。こうして「浄化」された人間の魂は前世の出来事を忘れ、誕生とともに新たな人生を歩み出す。

## あらすじ
主人公・イカルは人間の死を受け入れられず、これまで一度も魂の回収を果たせていない「変わり種」の神無ノ鳥であった。イカルに対して「あの方」は最終宣告を放つ。それは、1ヶ月後に事故死する琉宇という少年の魂を回収せよ、もし今回も回収できなかった場合には次は無い、というものだった。1ヶ月の間は特にすることもないため、琉宇なる少年を下見しに人間界に降りてくるも、その中でイカルは、死神には有り得ない、人間たちとの絆を紡いでゆく…。
えんどコイチの『死神くん』の、特に最終回に対するオマージュ的な作品とも言える内容になっている。

## ゲーム内容
基本的にコマンド選択式分岐の、アドベンチャーゲームのセオリーに則った作りをしているが、選択肢を一つでも誤ると正解ルートに辿りつけないなど、フラグ面ではかなりシビアである。また何といってもそのテキスト量は特筆すべきボリュームであり、メッセージスキップを行っても新たなルートを辿ろうとすると、ボイスを全て再生するならばそれぞれ半日を要する大長編物でもある。

個々のルートではそれぞれの人物と主人公イカルとの関わりを機軸として同一時間の流れにおける並行線上の物語が展開され、その人物の真相が明かされてゆき、その中で、イカル自身も含めて別の登場人物への新たな謎と伏線が提示される。ゲームとしてのシナリオを全てクリアすれば全員の秘密が明らかになるが、更に隠しシナリオの選択が可能になり、ここでは物語全体を被う、数百年単位の伏線が解明される。

## 登場人物

### 神無ノ鳥
- 死んだ人間の魂を回収することが使命。死期の迫った人間以外には見えない存在。

イカル（声：鈴村健一）
本編の主人公。神無ノ鳥としては有り得ない、人間味に満ちた心の持ち主。また、神無ノ鳥にもかかわらず、人が死ぬのを見るのが苦手で、人の死を受け入れる事が出来ない。それ故に、生まれてから、人間の時間では気の遠くなるような年月を存在してきたにもかかわらず、これまでに一度も魂の回収に成功していない。そのため、あの方から『最後の任務』として、交通事故で約1ヶ月後に死亡する予定の琉宇という少年の魂の回収を命じられる。考えている事がすぐに表に出る、わかりやすい性格をしており、何事にも積極的で、どんな相手にも臆することなく接する。また、イカルの辞書に『遠慮』の文字はなく、琉宇の家に入り浸り、毎日のように食事をご馳走になっている。また、3杯以上おかわりをしたこともあるなど食欲は旺盛でな様子。また、以前、スイカを3玉食べてお腹を壊さなかった程に丈夫なお腹をしている。イカルの事をからかってくるハッカンの事を鬱陶しがっているかのような態度をとっているが、頼りにしている。イカルは、琉宇たちと知り合った当初、本当のことは言えないため『隣のクラスの神無（かんなぎ）イカル』と嘘をつく。神無ノ鳥には魂はないが、イカルには魂がある。そのため、人間の魂に惹きつけられ、人と引き合う。
「イカル」の名前はスズメ目アトリ科のイカルに由来する。
ハッカン（声：遊佐浩二）
ひょうひょうとした、半ばいい加減な性格にも見受けられる神無ノ鳥で、冗談を言いイカルをからかっては喜んでいる。自分でも、『オレはお前（イカル）の兄貴みたいなもん』と発言し、イカルを子供扱いしている、イカルの兄貴分的な存在。イカルを名前では呼ぼうとはせず、『チビ』や、『ガキ』などと呼ぶ。また、イカルと似た者同士と言われるのも、気が合うのも当たり前という。基本的には放任主義で、一見軽薄そうにも見える。イカルの任務には干渉しない方がいいと思っているが、イカルに付かず離れずいて、イカルの事を誰より気にかけている。衣装に凝る趣味があるらしく、イカルが下界に降り立つ際に着る、いわゆる「人間の服装」はハッカンから借りたものである。何故かほかの神無ノ鳥の知り得ない情報を身に付けていたり、自分の部屋以外は開けられないはずの神無山であるのにイカルの部屋に入り込んで来たりと、奇妙な技術を有する。全編の真相を知る者。
「ハッカン」の名前はキジ目キジ科ハッカンに由来する。
レンジャク（声：緑川光）
神無ノ鳥の優等生。無口で冷静沈着。任務執行、すなわち魂の回収という職務を完全なまでに遂行する優秀な『神無ノ鳥』。無口で不愛想だが、一方でイカルを気遣う配慮も持ち合わす。「あの方」に駒にされているようなところがあるが、心から尊敬している。「あの方」とは関係を持ってもいるが、それが何を意味するのかをレンジャクは理解していない。
「レンジャク」の名前はスズメ目レンジャク科のレンジャクに由来する。
あの方（声：平川大輔）
常闇の間にあり、巨木の姿として表される。無数に存在する神無ノ鳥の総元締めで、どの神無ノ鳥が誰の魂をいつ回収するかを取り決め、命令を出したり、回収された魂の浄化を行うなどを担う。レンジャクの事を一番信頼しているらしい。また、レンジャクと交わる時のみ、人のような姿に存在を集める。名前で呼ばれることは無く、彼が何者であるのかを知る神無ノ鳥は、ハッカンを除くと一人もいない。イカルは「あいつ」と呼び、一方的な態度に反発を感じている。断ち切ったはずの過去のしがらみが傷となり、時が経つ程に重くのしかかり疼いているという。なお、エンディングでは「主」という名で表される。

### 人間
綿貫 琉宇（わたぬき るう）（声：山口勝平）
当人は知る由もないが、約1ヶ月後の6月1日（土曜日）に死亡する予定の少年。たまに女の子に間違えられるという。魂の回収が出来ないイカルに与えられた『最後の任務（ラストチャンスの意味）』が、琉宇の魂の回収で、死因は、『交通事故による内臓破裂で、自動車ごと谷に転落し、ほぼ即死状態で、苦しまずに逝く』とのこと。緊張しやすく、人見知りする性質で、口下手。内気な性格で、控え目で臆病。他人に対する不信感や恐怖心があるらしく、人に対する警戒心が強く、オドオドした態度になりがち。優しい心の持ち主だが、気が弱く、自分で物事を決めることが出来ない。周りに迷惑をかけないように、自分の考えている事を隠してしまう。ペットのハムスター・みりすの口から、自分の本音をしゃべらせている。両親は喧嘩が絶えず、母親と父親の言い争う光景を毎日見て育ったため、他人への不信感や恐怖心を取り除けない。家庭に問題があるためか、変な箸の持ち方をしていたり、妙な癖がある。爪を噛む癖があり、ボーッとしている時などに自然に指が口元に行くとのこと。家庭内の事情から、両親の離婚調停が済むまでの間、母方の叔父である深町に引き取られ、二人で暮しており、大人の事情に振り回されている。深町家に越して来た当初は、引っ越し以前の友人から毎日のように電話がかかって来ていたが、やがて頻度は減り、疎遠になった。また、仲良くなると別れが辛くなるからと、最初から仲良くならなければ別れも辛くならないと思い親しい友人を作ろうとしていない。授業参観のお知らせのプリントも渡せないような家庭環境で、父と話した事もほとんどないため、琉宇は父の好きな物も知らない。また、父は琉宇の誕生日も覚えていない。よく琉宇に父親は、「次の休みには一緒に遊園地に行こう」と約束していたが、実際にはどこかに遊びに行った経験はない。そのため、琉宇は『父を嘘つきにしたくない』と約束を信じない事にしていた。そうした事情から、全てを諦めきっているところがあり、転校して来た今の学校にもあまり通うことはなく、クラスメートも彼のことをあまり知らない。「無理に良い子になろうとしなくていいんですよ」と言ってくれた深町に、父親像を重ねて見ており、「おじさんが僕のお父さんで、あそこが僕の家だったらいいのに」と思っている。両親の離婚調停で、父親に引き取られることが決まり、深町の家に迎えに来る。母親も琉宇を引き取りたいと考えていたが、仕事を琉宇に継がせるという理由で父親が引き取ることになる。東京への帰り道で、父の運転する車が崖で事故に遭う予定。魂の形や温もりが通常の人間のものとは異なるらしい。
深町 康哉（ふかまち やすなり）（声：森川智之）
過去に恋人を事故で亡くしたという作家。真部は、姉の死の真相を知ろうと深町家をたびたび訪れているが、「真実を告げれば傷つけてしまう」という考えから、その当時の事をあまり語ろうとせず、本当の事を話さない。琉宇の母方の叔父。両親が遺した家に一人で暮らしていたが、姉夫婦の離婚調停が終わるまでの間、琉宇を預かることにし、二人で暮らしている。和服姿であるが、お茶もまともに淹れる事が出来ない程の極度の家事音痴。料理は全く出来ず、皿洗いをしただけでも食器を割る。そのため、琉宇が買い物や掃除、食事の準備など一通りの家事を行っている。朝は苦手なため、寝起きが悪い。また、琉宇に楽をさせようと料理を作っても、琉宇も自身も一晩中お腹を壊し寝込んだ。琉宇よろしく、優しい心にあふれ、また、やや気の弱いところもある。昔から、人間の魂が見える不思議な力を持ち、終焉を描く魂のケガレである赤い羽根のを見分ける事が出来ため、死期が近づいている者がわかる。死期が間近に迫った人間の手を取った瞬間、その人の死の情景が見えるという。自殺志願者や、事故で死ぬ者の死を何度も死を止めようとしたが、救えなかったため、目を潰してしまえば『見える』苦しみから解放されるのではないかと思い、ハサミで目を潰そうとした事もある。また、大学は中退している。幼少期に猫に手を引っかかれた事がトラウマとなっており、猫は苦手。死ぬ予定にはないにもかかわらず、神無ノ鳥であるイカルの姿を見ることが出来る。それがきっかけでイカルは「深町のおっちゃん」と呼び、彼の家に出入りするようになる。ちなみに、深町の家系には代々、深町と同じような力を持っていた者が多かったという。また、デビュー作の小説には、真部の姉の死の真相が書かれており、小説は彼女に頼まれて書いたという。
真部 章仁（まなべ あきひと）（声：千葉進歩）
深町の死んだ恋人の弟で、大学生であるが、学校は半休学状態。深町は、「私が彼女の恋人です。そして、私は、彼女が死のうとするのを止める事が出来ませんでした」と言う以外には、何も語ろうとはしなかったため、深町の元を度々訪れ、何があったのかを問い質そうとする。姉が死のうとするのを止めなかった理由、どういった経緯で姉と深町は出会ったのか、姉が家出したのは深町に会いに行くためであったのかを知りたがっているため、要領を得ない答えの深町に苛立ち、激昂することもある。姉の真相を知ろうと、姉の学生時代の同級生、知り合い、仕事仲間、と人間関係は調べ尽くしている。無愛想で、自分に素直になれない、不器用な青年。彼もイカルの姿を見る事が出来、実際、近いうちに自殺すると知らされる。
竹中君
琉宇のクラスメート。下見のためにイカルが人間界に降りて来た時に、彼が学校を休んでいた琉宇にプリントを持ってくる場面に遭遇する。もちろん死ぬ予定の無い彼にはイカルの姿を見ることは出来ない。展開によっては、琉宇が落としたハムスターを拾い届けてくれ、仲のよい友人になるエンディングもある。
真部 恭子（まなべ きょうこ）（声：前川優子）
深町の恋人と言われている、真部がまだ幼い頃に死んだ姉。真部の元を去る時、彼女は、自分には会わねばならない人がいると言い残していた。街外れのホテルの風呂場で手首を切って死んだ。痛覚を麻痺させるため、アルコールを多量に摂取し、蛇口から湯を勢いよく噴き出させた状態にした白いバスタブに足を浸し、キャミソールと下着の姿で手首を剃刀で切り、死亡していた。当時、恭子が深町と知り合っていた形跡は無く、まだ幼かったとは言え、今もなお、真部にとっては解せないことばかりである。深町は、二人がどのようにして出会い、そして二人の間に何があったのかを語ろうとはしないため、深町に対し不信感にも似た感情を抱き、許せずにいる。
紗（うすぎぬ）（声：原西きひろ）
神無ノ鳥が誰もいない常闇の間で「あの方」がたびたび口にする謎の女性の名前。それは遠い過去の盲目の少女であったという。
少年
冒頭でビルの屋上から飛び降り自殺を図ろうとする少年。魂の回収を担当させられていたイカルによって助けられたが、後に改めて列車に飛び込み、死亡する。
脇役ではあるが、本作における神無ノ鳥の役目と、人間の運命の不可避という根幹となる定義を位置付けるキャラクターと言える。

### 動物
- 神無ノ鳥は死ぬ予定にない人間には原則として見ることは出来ないが、動物は、死ぬ予定の有無にかかわらず、彼らの姿を見ることが出来る。

みりす
琉宇の飼っているペットのハムスター。琉宇のために、深町が買ってあげた。「うじゅー」としか鳴けず、表向きにはこの言葉を理解できるのは琉宇だけ、ということになっている。しかし、みりすの言葉を借りて琉宇が自分の心を打ち明けているというのが本当のところである。
なお、みりすとは本作を開発したすたじおみりすのマスコットキャラクターでもあり、ファンサービス的な存在ともいえる。
リトル
路上に捨てられていた白い仔猫。展開によって琉宇のところでしばらく面倒をみることになったり、あるいは真部が拾っていくこともある。脇役ではあるが、閉ざしがちな登場人物の心を開き、イカルとの接点を築いていく存在。また、真部ルートで使用されるフォークソング調のテーマ音楽はこの仔猫とイカルを描いたものであることをコンポーザーのたくまるは述べている。
なお、本作にはパッチをあてていない状態ではバグが存在し、ルートによっては真部が拾っていったにもかかわらずいつのまにか琉宇が面倒を見ていたりという展開になることもある。

## 用語集
神無ノ鳥（かんなぎのとり）
死んだ人間の魂を回収することが使命で、その人間の魂を『神無山』へ案内することが任務。魂を転生させ、次代へと繋ぐ役割を果たす。また、任務には守秘義務があり、人の生に干渉することはなく、自分の任務でもない者の生死を尋ねる事は許されない。動物と死期の迫った人間以外には見えない存在で、神無ノ鳥は人間よりずっと長命。神無ノ鳥には、死ぬ予定の人間かそうでないかを知る事は出来ず、自身の姿が見えるかどうかでしか死期の近づいている者を判断できない。人間の魂を彼岸に送るためだけに存在している（神無ノ鳥は彼岸には行けない）。そのため、人間から見れば死刑執行人以外の何者でもない。公平に任務を果たすためには、人間との接触はしない方がよく、人間を好きになってはいけない。かつて人間に思いを寄せ、厳罰に処せられた神無ノ鳥もいるという。自分自身の存在について疑問を抱くと、神無ノ鳥しての役目を果たせなくなる。魂を回収する事に心を揺さぶられるようでは、神無ノ鳥である意味がない。長命であるため、永久に続く退屈な日々に耐え切れなくなり、精神が破綻するという。仲間の神無ノ鳥が負傷している時、傷口に口づける事によって傷を癒す力がある（他の生き物にその力を使うことは禁じられている）。また、死ぬ予定のなくなった人間は、再び神無ノ鳥の姿が見えなくなる。魂を捕縛するため、死にかけている人間のお腹の中に、変形させ爬虫類のようになった右手を入れ、捕まえる。神無ノ鳥の居室の部屋は、その扉の主の声でなければ開かないと言うが、何故かイカルの部屋にハッカンは入室できる様子。また、神無ノ鳥は死者の魂を回収するため、死や血、災いを負う。魂を快り出す右手は特にケガレを受けやすく、あまりに強いケガレに支配されると右手の動きは鈍くなり、任務にも支障をきたす。そのため、定期的に禊を行いケガレを払う必要がある。また、魂を回収するため手を入れた際、たとえ血が出たとしても、その血は人間には見えない。
神無山（かんなぎさん）
神無ノ鳥が暮らす場所。生きている人間には見えないため、人間の作る地図には載っていない山。人間が生を終え、魂が肉体を飛び出した時にのみ見る事の出来る場所で、生きている人間の世界と、死者の国との中継地点。死亡した人間の魂は、神無ノ鳥によって魂は回収され、ここに連れて行かれる。神無山の禁忌に触れた神無ノ鳥は、処分を受ける。
常闇の間（とこやみのま）
『神無山』の中枢にある部屋で、『神無ノ鳥』が回収した魂が運ばれる場所で、黒い靄のようなもので満たされている。死んだ人間の魂を浄化し、あの世に送る手継きをする場所で、『神無ノ鳥の墓場』とも呼ばれている。常闇の間に巨木の姿で存在する、神無ノ鳥の総元締めである『あの方』がここで、神無ノ鳥に誰の魂をいつ回収するなどの命令を出し、また、その報告を受ける。外から声をかける事によって、扉が明滅し、上方へと移動し、入室できる。また、本作の主人公・イカルは常闇の間が嫌いで、ここに入ると気分が悪くなり、頭が痛くなったり、胸ヤケがしたり、と具合が悪くなるというが…?
全ての神無ノ鳥が生まれ、使命を終えた時に還る場所。神無ノ鳥としての務めを終えた者たちが眠る、神無ノ鳥の墓場。神無山の禁忌を犯し用済みと判断された神無ノ鳥は、木に取り込まれ、根に精神を蝕まれ、身体を全て溶かす。溶かされた身体と記憶は、『あの方』の一部となった神無ノ鳥のなれの果て。身体は樹に取り込まれず、人間に入れ込むようになった精神だけを樹に取り込まれた神無ノ鳥も存在する。
魂（たましい）
人間の下腹部の辺りに翼を持った鳥の形をして存在している。人が死んだ時、神無ノ鳥によって魂は回収され、神無山に連れて行かれる。通常、翼の色は白であるが、死期が近づいた者の翼は赤く変色している。死ぬ直前になると、赤色が濃くなり、血の色よりも濃い色となる。神無ノ鳥にも魂がお腹にいる時には見る事は出来ない。たとえ、神無ノ鳥が魂を回収せず、死亡予定日を過ぎたとしても、死を招く魂のケガレである赤い羽根のままでは、死からは逃れられない。また、生への執着が強ければ強い程、魂を肉体から引き剥がす事は困難で、生への執着が薄い者は容易に引き離す事が出来る。そして、魂は、常闇の間に連れて行かれ、生きている間の記憶が全て洗い流されるまで、漏斗を逆さにしたような形の天上の奥にある場所で過ごす。天上には彼岸へと続く穴があり、そこから彼岸に旅立つ。神無ノ鳥には魂はないが、イカルには魂がある。また、転生して姿は変わっても魂の姿は変わらない。魂を回収しないだけでは、死を回避する事は出来ず、赤くなっている魂を、元の白い状態に戻さなければならない。そのため、いったん魂を体外に取り出し、真っ赤な色をした魂の嘴に当たる箇所に口づけ、魂を浄化し肉体に戻す必要がある。昔、魂を回収せずに浄化した神無ノ鳥がおり、罰を受けたという。
禊（みそぎ）
神無ノ鳥が魂を回収した事により、ついたケガレを洗い流すこと。
禊払いの間（みそぎばらいのま）
神無ノ鳥が禊を行う場所で、澄んだ水が湧く泉がある。
不思議な力を持つ母子
他人の死を予知する能力を持った山子の子孫が棲んでいたという言い伝えのある社が、深町の住む町の外れにある。湖のある大きな公園があり、湖の近くに寂れた神社はある。数百年前、村人に山子の子と噂されていた女性がおり、彼女が子供の頃、母は刀で切られており、母を失くしている。いつもニコニコ幸せそうな顔をしている、明るい性格の長い髪を持ったの盲目の女性。盲目であったが、母が亡くなった山から離れず、山奥の小さな社に閉じこもり、一人で暮らしていた。村人は誰も彼女に近づこうとはしなかった。彼女は男の子を産み、息子は村に下り、嫁をもらった。
人間の魂を見る事が出来る目
神無ノ鳥が、魂を回収せず、死を招く魂のケガレである赤い羽根をいったん体外に取り出し、真っ赤な色をした魂に口づけ、元の白い状態に戻し、浄化した魂を肉体に戻した場合、その人間は人間の魂を見る事が出来るようになる。死期が近づいた者を見分けられるようになるが、死を回避させようと努力しても、救う事は出来ないため、『殺して』と頼まれ、結局その人間を始末した神無ノ鳥も存在する。
深町のデビュー作の小説
深町が若い頃、自身が見た事、思った事を書いたという、真部の姉・恭子の死の真相が書かれている赤い表紙の小説。恭子と共に一週間過ごし、彼女が出ていく時、会いたいと思っている人が小説を見て、気付いてくれるかもしれないと考えた恭子に、「もし良かったら、私と過ごした日の事を小説に書いてくれないかしら?」と頼まれ、書いた。
『わたりどり』
深町が、イカルと琉宇と過ごした時を描いた小説。

## 音楽
オープニング主題歌
- 「ふたりの場所」

歌：片霧烈火(コーラス：KAKO) 作詞：片霧烈火 作曲/編曲：たくまる
挿入歌
- 「刹那の羽」

歌：山口勝平,鈴村健一 作詞：香澄櫻子 作曲/編曲：あきづきかおる
- 「魂のうた」

歌：tria 作詞：片霧烈火 作曲/編曲：たくまる

## 豆知識
宗教的な概念
本作は人の生死や霊魂、輪廻転生といった宗教的なものをテーマとしているが、作中、ほこらが登場する以外には特に固有の宗教もしくは宗派を意味するものは出てこない。いわゆる「この世ならぬ者」は「あの方」を含めた神無ノ鳥しか登場せず、これ以外には固有の天使や神、あるいは精霊、悪魔といった類のものも現れない。しかし、本作で扱われる輪廻転生は、前世・現世・来世であっても人との繋がりは別の形で繰り返されるとされており、こうした要素は仏教の教義に見出すことができる。
主人公たちの名前とアラビア語の関係
登場人物の章にもあるように、神無ノ鳥の名前は鳥のそれに由来している。ところで本編終盤ではハッカンが全ての真相を理解している者であることがわかり、彼が何者であるのかが明かされる。一方、そのハッカンはイカルを名前で呼ぼうとはしない。これも本編終盤になりようやくハッカンの口から、ある理由によってイカルの名前を呼ぶことに戸惑いを感じている事情が明かされる。それでもイカルは名前を呼ぶことを望み、訴える。本作のシナリオライターは恐らく知らないであろうし、全くの偶然でしかないが、アラビア語では「わかった」を意味する語が「حقا（Haqqan）」であり、「言え、呼べ」を意味する語も「イカル」と良く似た発音の「إقل（iqola）」となっている。

## 関連商品
ゲーム本編が一度も移植等されず発売翌年以降は関連商品の発売が無かったが発売15周年を記念したCDが2017年に発売された
書籍
- 神無ノ鳥ビジュアルファンブック（ムービック、2002年9月1日発売）:ゲーム本編のストーリーの数ヶ月前を描いたドラマCD及びゲーム体験版CD-ROMが付属[2]
- 神無ノ鳥（パラダイム ブルーミントノベルス、2003年3月25日発売）

CD
- 神無ノ鳥 オリジナルサウンドトラック（オーマガトキ、2003年1月18日発売）
- ふたりの場所 15TH ANNIVERSARY(チェンバースレコーズ、2017年12月15日発売)